# Marc Rufer
Marc Rufer (* 1942 in Bern) ist ein Schweizer Arzt, Psychiatriekritiker und Psychotherapeut.

## Leben
Marc Rufer studierte an der Universität Bern Medizin. Mit seiner Dissertation Vergleichbarkeit der Ergebnisse bei konservativer, bzw. chirurgischer Therapie der kindlichen Hiatushernie schloss er seine Ausbildung ab und arbeitete anschliessend als Assistenzarzt in einer psychiatrischen Klinik. Laut seinen eigenen Angaben tat er sich seit Beginn seiner beruflichen Karriere schwer mit psychiatrischen Diagnosen und Behandlungen. Ab 1975 führte er eine psychotherapeutische Praxis in Zürich. 1986 war er Mitbegründer von PSYCHEX (Schweiz) und amtet seither als Vorstandsmitglied. Mit seiner ersten Publikation Irrsinn Psychiatrie. Psychisches Leiden ist keine Krankheit. Die Medizinalisierung abweichenden Verhaltens – ein Irrweg, die 1988 erschien, wurde der Psychiatriekritiker schweizweit bekannt. Mit seinen Sachbüchern setzte er sich zum Ziel, psychiatriekritische Gedanken öffentlich zu machen. Kritik übt er insbesondere an den Methoden der konventionellen Psychiatrie und stellt sich gegen Psychopharmakologie und die psychiatrische Gewalt.

## Publikationen (Auswahl)
- Vergleichbarkeit der Ergebnisse bei konservativer bzw. chirurgischer Therapie der kindlichen Hiatushernie. Dissertation, Universität Bern, 1972.
- Irrsinn Psychiatrie. Psychisches Leiden ist keine Krankheit. Die Medizinalisierung abweichenden Verhaltens – ein Irrweg. Oberhofen: Zytglogge Verlag 1988, 4. Auflage 2009, ISBN 978-3-7296-0536-7.[5]
- Wer ist irr? Bern, Bonn & Wien: Zytglogge Verlag 1991, ISBN 978-3-7296-0376-9.[6]
- Glückspillen. Ecstasy, Prozac und das Comeback der Psychopharmaka. München: Droemer Knaur 1995, ISBN 978-3-426-77178-5.
  - Tabletky štěstí – Extáze, Prozac – návrat psychofarmak? (tschechische Übersetzung), Brno: Jota - Nové obzory 1998, ISBN 978-80-7242-004-9.
- mit Volkmar Aderhold, Josef Zehentbauer, Peter Lehmann: Neue Antidepressiva, atypische Neuroleptika. Risiken, Placebo-Effekte, Niedrigdosierung und Alternativen. Mit einem Exkurs zur Wiederkehr des Elektroschocks. Berlin, Eugene & Shrewsbury: Peter Lehmann Publishing 2007, ISBN 978-3-925931-69-7.[7]

## Fachartikel (Auswahl)
- Discontinuing psychotropic drugs? And if so, how? (gemeinsam mit Volkmar Aderhold, Peter Lehmann & Josef Zehentbauer). In: Peter Lehmann & Craig Newnes (Hrsg.): Withdrawal from prescribed psychotropic drugs. Aktualisierte E-Book-Ausgabe. Berlin & Lancaster: Peter Lehmann Publishing 2025, S. 440–453. ISBN 978-3-925931-98-7. Printausgabe: Lancaster: Egalitarian Publishing 2023, S. 137–146, ISBN 978-183806361-0.
- Angst machen – Angst nehmen. Beim Absetzwunsch wird die Meinung der Ärzte zur Gefahr. In: Peter Lehmann (Hrsg.): Psychopharmaka absetzen – Erfolgreiches Absetzen von Neuroleptika, Antidepressiva, Phasenprophylaktika, Ritalin und Tranquilizern. 5., aktualisierte Auflage. Berlin, Eugene & Shrewsbury: Peter Lehmann Antipsychiatrieverlag  2019, S. 221–235. ISBN 978-3-925931-27-7.
  - Creando miedo / Extracción del miedo. Cuando usted desea dejar los medicamentos, la opinión de su médico es peligrosa. In: Peter Lehmann & Salam Gómez (Hrsg.): Dejando los medicamentos psiquiátricos – Estrategias y vivencias para la retirada exitosa de antipsicóticos, antidepresivos, estabilizadores del ánimo, psicoestimulantes y tranquilizantes. Aktualisierte Auflage. Berlin & Lancaster: Peter Lehmann Editorial 2025, S. 172–187. ISBN 978-3-910546-14-1.
  - Προκαλώντας τον φόβο – παίρνοντας φόβο: όταν θέλεις να σταματήσεις τα ψυχοφάρμακα, η γνώμη των γιατρών γίνεται επικίνδυνη. In: Peter Lehmann & Anna Emmanouelidou (Hrsg.): Βγαίνοντας από τα ψυχοφάρμακα – Εμπειρίες επιτυχημένης διακοπής νευροληπτικών, αντικαταθλιπτικών, σταθεροποιητών διάθεσης, Ριταλίν και ηρεμιστικών. 3., aktualisierte  Auflage. Thessaloniki: Edition Nissides 2024, S. 172–188. ISBN 978-960-8263-81-9.
  - Faire peur, prendre peur. L’avis des médecins – un réel frein à l’ârret des medicaments. In: Peter Lehmann (Hrsg.): Psychotropes, Réussir son Sevrage – Se désaccoutumer avec succès des neuroleptiques, antidéprésseurs, thymorégulateurs, psychostimulants et tranquilisants. Embourg (Belgien): Editions Résurgence (Marco Pietteur) 2018, S. 129–141. ISBN 978-2-87434-170-0.
  - Creating fear / removing fear. When you wish to withdraw, the opinion of your doctor is dangerous. In: Peter Lehmann (Hrsg.): Coming off psychiatric drugs: Successful withdrawal from neuroleptics, antidepressants, lithium, carbamazepine and tranquilizers. Berlin, Eugene & Shrewsbury: Peter Lehmann Publishing 2004, S. 197–209. ISBN 978-0-9545428-0-1.
- Die dunkle Seite der Psychiatrie. Es gibt noch ein schlimmeres Schicksal, als ein Traumaopfer zu sein, nämlich nicht als Traumaopfer anerkannt zu werden. In: Rote Revue. Zeitschrift für Politik, Wirtschaft und Kultur. 85. Jg. (2007), Nr. 3, S. 21–26, abgerufen in E-Periodica am 14. Dezember 2021.
- Psychiatrie – ihre Diagnostik, ihre Therapien, ihre Macht. In: Peter Lehmann & Peter Stastny (Hrsg.): Statt Psychiatrie 2. Berlin, Eugene & Shrewsbury 2007, S. 400–418. ISBN 978-3-925931-38-3.
  - Psychiatry: Its diagnostic methods, its therapies, its power. In: Peter Stastny & Peter Lehmann (Hrsg.): Alternatives Beyond Psychiatry. Berlin, Eugene & Shrewsbury: Peter Lehmann Publishing 2007, S. 382–399. ISBN 978-0-9545428-1-8.
  - Ψυχιατρική – Οι διαγνώσεις, οι θεραπείες, η εξουσία της. In: Peter Lehmann, Peter Stastny & Anna Emmanouelidou (Hrsg.): Αντί της ψυχιατρικής: Εναλλακτικά μοντέλα συνάντησης με τον ψυχικό πόνο. Thessaloniki: Edition Nissides 2012, S. 304–326. ISBN 978-960-9488-26-6.
- Neuromythologie und die Macht der Psychiatrie. Zur Dominanz des neurobiologisch-psychiatrischen Denkstils. In: Widerspruch. Beiträge zu sozialistischer Politik. 26. Jg. (2006), Nr. 50, 1. Halbjahr, doi:10.5169/seals-652003#152, S. 145–156, abgerufen in E-Periodica der ETH Zürich am 14. Dezember 2021.
- Traumatisierung in der Psychiatrie. In: Rundbrief des Bundesverbands Psychiatrie-Erfahrener (BRD). 2005, Nr. 4, S. 11–16.
- Ordnungsmacht Psychiatrie. In: Widerspruch. Beiträge zu sozialistischer Politik. 24. Jg. (2004), Nr. 46, 1. Halbjahr, doi:10.5169/seals-651972#114, S. 109–124, abgerufen in E-Periodica der ETH Zürich am 14. Dezember 2021[8]Psychopharmaka – fragwürdige Mittel zur Behandlung von fiktiven Störungen. In: Martin Wollschläger (Hrsg.): Sozialpsychiatrie, Entwicklungen, Kontroversen, Perspektiven. Tübingen: DGVT-Verlag 2001, S. 225–268. ISBN 978-3-87159-038-2.
- Sucht auf Rezept. In: laut&leise. Magazin der Stellen für Suchtprävention im Kanton Zürich. 2003, Nr. 1 (März), S. 3, abgerufen am 13. Dezember 2021.
- Schizophrenie. In: Siegfried Grubitzsch, Klaus Weber (Hrsg.): Psychologische Grundbegriffe. Ein Handbuch (= Rowohlts Enzyklopädie). Reinbek: Rowohlt 1998, ISBN 978-3-499-55588-6.
- Die neuen oder die atypischen Neuroleptika – Wundermittel zur Behandlung der Schizophrenie? In: Störfaktor – Zeitschrift kritischer Psychologinnen und Psychologen (Wien). 11. Jg. (1998), Nr. 2, S. 21–32.
- Zu Tode «behandelt». Der Fall Franz Schnyder und die Psychiatrie. In: Antje Bultmann (Hrsg.): Vergiftet und alleingelassen. Die Opfer von Giftstoffen in den Mühlen von Wissenschaft und Justiz. München: Knaur Verlag 1996, S. 119–138. ISBN 978-342677-214-0.
- Verrückte Gene – Psychiatrie im Zeitalter der Gentechnologie. In: Kerstin Kempker & Peter Lehmann (Hrsg.): Statt Psychiatrie. Berlin: Peter Lehmann Antipsychiatrieverlag 1993, S. 137–155. ISBN 3-925931-07-4.
- Biologische Psychiatrie und Elektroschock. Plädoyer für ein Verbot der Elektroschock-‹Behandlung›. In: Widerspruch. Beiträge zu sozialistischer Politik. 12. Jg. (1992), Nr. 23, Juli, doi:10.5169/seals-651875#118, S. 113–124, abgerufen in E-Periodica der ETH Zürich am 14. Dezember 2021.
- Rassismus und Psychiatrie. Ethnischer und psychiatrischer Rassismus im Vergleich. In: Widerspruch. Beiträge zu sozialistischer Politik. 9. Jg. (1989), Nr. 18, Dezember, doi:10.5169/seals-652397#249, S. 73–81, abgerufen in E-Periodica der ETH Zürich  am 14. Dezember 2021.
- Der Balken im Auge: Rassismus und Psychiatrie. Zur Geschichte und Aktualität der Erbbiologie in der Schweizer Psychiatrie. In: Widerspruch. Beiträge zu sozialistischer Politik. 7. Jg. (1987), Nr. 14, Dezember, doi:10.5169/seals-652365#224, S. 53–68, abgerufen in E-Periodica der ETH Zürich am 14. Dezember 2021.